# Annerose Kirchner
Annerose Kirchner (* 2. September 1951 in Leipzig) ist eine deutsche Lyrikerin und Autorin von literarischen Reportagen.

## Leben
Annerose Kirchner verbrachte ihre Kindheit und Jugend in Zella-Mehlis. Sie begann 1968 eine Lehre als Steno-Phonotypistin und war in diesem Beruf sowie als Tastomatensetzerin von 1970 bis 1976 in der Redaktion der Tageszeitung Freies Wort tätig. Mit 14 Jahren schrieb sie ihre ersten Gedichte. In das Jahr 1974 fallen die ersten Veröffentlichungen. Die Lyrik von Johannes R. Becher, Bertolt Brecht, Else Lasker-Schüler, Johannes Bobrowski, Günter Eich, Sarah Kirsch und Wulf Kirsten, der sie seit ihrem 21. Lebensjahr förderte, prägten Kirchners Schreiben.
Nach dem Studium am Literaturinstitut „Johannes R. Becher“ 1976–1979 zog sie nach Gera. Zunächst, zwischen 1979 und 1981, war sie als Dramaturgiesekretärin an den Bühnen der Stadt Gera beschäftigt, 1981/82 besuchte sie einen Sonderkurs am Literaturinstitut, kam aber 1983 wieder zum Geraer Theater zurück, wo sie nun als Regieassistentin und Pressereferentin arbeitete. 1986 wurde sie zu den Abenden der Poesie in Struga eingeladen.
Als freie Autorin (seit 1989) publiziert Annerose Kirchner regelmäßig in Tageszeitungen wie der Ostthüringer Zeitung und hat mehrere Künstlerbücher mit gestaltet. Seit 1994 ist sie Mitglied der Geraer Künstlergruppe schistko jedno. 1995 leitete sie Lyrikseminare an der Universität Turin und nahm am Internationalen Lyrikfestival Genovantacinque in Genua teil. 2007 wirkte sie im bundesweiten VS-Projekt Verbrannt. Vergessen? mit, das an die Bücherverbrennung 1933 in Deutschland erinnerte.
Während der Entstehung des Buchs Der Rausspeller (1999), dessen Titel ein Begriff aus dem Muldenhauer-Handwerk ist, sprach die Autorin mit Vertretern selten geworder und vom Aussterben betroffener Berufe. Dazu gehörten ein Stimmgabelhersteller, zwei Orgelbauer, eine Maskenmacherin und ein Glasspinner.
Für Traumzeit an der Geba (2005) und für die Reportage Spurlos verschwunden (2010) hat Annerose Kirchner eine Vielzahl von Zeitzeugen interviewt. Letztgenannte, seit 2006 vorbereitete und binnen eines Jahres vergriffene Publikation widmet sich sechs ostthüringischen Dörfern (Gessen, Schmirchau, Lichtenberg, Culmitzsch, Katzendorf und Sorge), die dem Uranabbau in der DDR zum Opfer fielen. Menschen, die mit Otto Dix den Nachnamen gemeinsam haben und teilweise mit ihm verwandt sind, stellt die Autorin im Buch Dix und Dix (2014) vor. Der Name ist in Ostthüringen häufig anzutreffen und geht auf das Wort „dictus“ (benannt, genannt) zurück. Der Gedichtband Beliehene Zeit erschien 2018 in einer Auflage von 300 handgebundenen nummerierten Exemplaren.
Annerose Kirchner ist Mitglied des PEN-Zentrums Deutschland (seit 2012) und der Oskar Strock & Eddie Rosner Heritage Society (seit 2019).

## Auszeichnungen
- Horst-Salomon-Preis der Stadt Gera 1984.
- mehrwöchiges Aufenthaltsstipendium in Amsterdam 2000.

## Werke

### Bücher
- Mittagstein. Gedichte. Aufbau Verlag, Berlin 1979.
- Im Maskensaal. Gedichte. Aufbau Verlag, Berlin 1989, ISBN 978-3-351-01447-6.
- Zwischen den Ufern. Gedichte. Mit Originalholzschnitten von Werner Wittig. burgart-presse, Rudolstadt 1991.
- Keltischer Wald. Gedichte. Illustriert von Werner Wittig. quartus Verlag, Bucha bei Jena 2001, ISBN 978-3-931505-98-1.
- Alfred Traugott Mörstedt. Gespräche Texte Bilder. Künstlermonografie. burgart-presse, Rudolstadt 1997, ISBN 978-3-910206-23-6.
- Der Rausspeller. Begegnungen mit Thüringer Handwerkern. Reportagen. Mit Fotografien von Frank Herzer. quartus Verlag, Bucha bei Jena 1999, ISBN 978-3-931505-65-3.
- Traumzeit an der Geba. Geschichten aus Thüringen. Wartburg Verlag, Weimar 2005, ISBN 978-3-86160-317-7.
- Spurlos verschwunden. Dörfer in Thüringen – Opfer des Uranabbaus. Christoph Links Verlag, Berlin 2010, ISBN 978-3-86153-569-0.
- Dix und Dix. Auf den Spuren eines Familiennamens. Verlag Erhard Lemm, Gera 2014, ISBN 978-3-931635-84-8.
- Beliehene Zeit. Gedichte. Mit Holzschnitten von Stefan Knechtel. Edition Ornament im quartus-Verlag, Bucha bei Jena 2018, ISBN 978-3-947646-00-5.

### Anthologien (Auswahl)
- 100 Gedichte aus der DDR. Verlag Klaus Wagenbach, Berlin 2009.
- Lyrik der DDR. S. Fischer Verlag, Frankfurt am Main 2009.
- Andreas Altmann, Axel Helbig (Hg.): Es gibt eine andere Welt. Eine Anthologie aus Sachsen. Poetenladen, Leipzig 2011.
- Ron Winkler, Nancy Hünger (Hg.): Thüringen im Licht. Gedichte aus fünfzig Jahren. Edition Muschelkalk, Wartburg Verlag, Weimar 2015.
- Jens Kirsten, Christoph Schmitz-Scholemann (Hg.): Thüringer Anthologie. Eine poetische Reise. Weimarer Verlagsgesellschaft in der Verlagshaus Römerweg GmbH, Wiesbaden 2018, ISBN 978-3-7374-0271-2.
- Jens Kirsten, Christoph Schmitz-Scholemann (Hg.): Der Weg entsteht im Gehen. Literarische Texte aus 100 Jahren Thüringen. Weimarer Verlagsgesellschaft in der Verlagshaus Römerweg GmbH, Wiesbaden 2020, ISBN 978-3-7374-0282-8.
- Roza Domascyna, Axel Helbig (Hg.): Weltbetrachter. Neue Lyrik. Eine Anthologie aus Sachsen. Poetenladen, Leipzig 2020.
- Wolfgang Haak, Michael Knoche und Christoph Schmitz-Scholemann (Hg.): Unterwegs mit Wulf Kirsten. Eine Freundesgabe. Elsinor Verlag, Coesfeld 2023.
- Ulrich Kaufmann (Hg.): "Von der Weltläufigkeit der Provinz. Studien & Stimmen - von & über HARALD GERLACH". quartus-Verlag, Bucha bei Jena 2024.

### Arbeiten für Theater und Rundfunk
- Die Birnblütenfee. Hörspiel für Kinder. UA 1982.
- Die goldene Gans. Märchenoper. Komposition von Günter Schimm. UA Gera 1983.
- Cantus pro pace. Für Sopran und Großes Orchester. Komposition von Günter Schimm. UA Gera 1989.
- Begegnungen. Liederzyklus für Sopran. Komposition von Günter Schimm. UA Jena 1992.
- Legende. Für Sopran und elektronische Klänge im Raum. Komposition von Lucia Ronchetti. UA Berlin 1999.